# Берлінський інститут медичної системної біології
Берлінський інститут медичної системної біології (англ. Berlin Institute for Medical Systems Biology, BIMSB) — науково-дослідний центр у Берліні, створений на базі Центру молекулярної медицини Макса Дельбрюка у Товаристві імені Гельмгольца, діяльність якого зфокусована на дослідженнях, спрямованих на розуміння функціонування генних регуляторних мереж як за фізіологічних умов, так і за умов захворювань.

## Історія
Берлінський інститут медичної системної біології засновано на базі Центру молекулярної медицини Макса Дельбрюка у Товаристві імені Гельмгольца у 2008 році за ініціативи Ніколауса Раєвського.
Інститут є також частиною Інституту інтегративних досліджень наук про життя.

## Пріоритетні напрямки досліджень
Концепцією Берлінського інституту медичної системної біології є інтеграція системної біології та біомедичних досліджень.
Пріоритетним завданням діяльності інституту є дослідження принципів функціонування генних регуляторних мереж, зокрема, транскрипційних та посттранскрипційних процесів та їх інтеграції з регуляторними клітинними механізмами, такі як мережі білок-білкових та білок-ДНК/РНК взаємодій, сигнальних шляхів, посттрансляційних модифікацій, метаболічного зворотного зв'язку як за фізіологічних умов, так і за умов захворювань.

## Організація та фінансування
Дослідження проводяться 14 основними та двома асоційованими дослідницькими групами. Керівником програми є Ніколаус Раєвський.
На створення цієї програми з 2008 по 2014 роки було надано 19 мільйонів € з федерального та земельного бюджету, у 2015 році Федеральне міністерство науки та освіти встановило річний бюджет програми 17,5 мільйонів €, а також надало 30 мільйонів € на зведення нової будівлі для Берлінського інституту медичної системної біології у центральному районі Берліна. За додатковими проектами та міжнародними програмами, дослідники інституту отримали для виконання проектів та надання премій ще 19,2 мільйони € у період з 2009 до 2015 року.